# Pierre Schifferli
Pierre Schifferli, né en 1947, est un avocat et une personnalité politique genevoise, membre de l'Union démocratique du centre.

## Biographie
Il vit au Vietnam jusqu'en 1975, son beau-père occupant un poste de ministre dans le gouvernement du Viêt Nam du Sud.
Il sert comme capitaine dans l'armée suisse (régiment des chars et service de renseignements).
Il est membre de la fondation Pinochet (?) et de la ligue anti-communiste mondiale (WACL)qu'il a présidé en 1980-1981, à la suite de la conférence annuelle de cette association à Genève en juillet 1980. Secrétaire général de la branche suisse en 1988, il la défend contre des attaques à propos de ses membres extrémistes et des Contras du Nicaragua. La Ligue a été renommée en 1990 Ligue Mondiale pour la liberté et la démocratie.
En 1989, il dépose plainte contre la Télévision suisse romande, qui l'accuse d'être l'avocat genevois impliqué dans une proposition de vente de renseignements à l'Iran sur les réfugiés et demandeurs d'asile originaires de ce pays.
Dans les années 1990, il est consul honoraire de Lettonie en Suisse romande et à Berne.
En 1998, il est accusé à tort par le Groupe pour une Suisse sans armée d'être un intermédiaire pour des trafiquants d'armes et dénoncé comme tel auprès de Carla Del Ponte, alors procureur de la Confédération. Carla del Ponte a classé le dossier sans suite. Pierre Schifferli dépose plainte pénale pour diffamation et une instruction judiciaire est ouverte à Genève. L'accusation diffamatoire émanait d'un directeur de société qui est la partie adverse d'un client de Me Schifferli. Cette diffamation est reprise sans vérification par le Groupe pour une Suisse sans armée qui s'est ainsi lui-même rendu coupable de diffamation.
Il est l'avocat avec Pascal Junod de Roger Garaudy lors d'un de ces procès.
Il est membre du parti politique Vigilance, puis de l'Alliance des citoyens contribuables à la fin des années 1990.
Il est élu en 2001 et réélu en 2005 député au Grand Conseil du canton de Genève sur la liste de l'UDC. Il est membre du comité directeur de l'UDC et vice-président de l'UDC genevoise.
Dans un article dans le journal de l'UDC il se félicite de la saisie par la justice de la couverture de l'ouvrage de Stuart Eizenstat  Imperfect Justice et dénonce le sionisme militant de l'avocat Philippe Grumbach qui l'a défendu,.
Le 4 novembre 2003, il défend le secret bancaire « comme un droit universel et personnel »
. La même année, il se prononce contre l'instauration d'un service civil en Suisse. 
Le 19 octobre 2008, il est élu à l'Assemblée constituante de Genève, sur la liste UDC-Genève.
En novembre 2011, il présente sa candidature comme candidat de l'UDC au poste de procureur général du canton de Genève,.
En 2012, il dépose plainte contre le ministre des finances du Land de Rhénanie-du-Nord-Westphalie Norbert Walter-Borjans dans l'affaire des cédéroms volés contenant des données bancaires,.